# Uncharted 4: Fine di un ladro
(Henry Avery)
Uncharted 4: Fine di un ladro (Uncharted 4: A Thief's End) è un videogioco action-adventure del 2016, sviluppato da Naughty Dog e pubblicato da Sony Interactive Entertainment come esclusiva per PlayStation 4. Si tratta del quarto e ultimo capitolo della celebre serie videoludica Uncharted.
Uncharted 4 è stato, sin da subito, acclamato dalla critica e annoverato tra i migliori videogiochi mai realizzati, risultando, inoltre, il titolo più premiato del 2016. Il videogioco è stato anche un grande successo commerciale, raggiungendo la soglia dei 37 milioni di giocatori nel mondo. L'aggregatore di recensioni Metacritic lo ha inserito tra i migliori titoli del decennio 2010-2019.
Nel 2022 è stato distribuito in versione rimasterizzata insieme a Uncharted: L'eredità perduta nella raccolta Uncharted: Raccolta L'eredità dei ladri per PlayStation 5 e Microsoft Windows.

## Trama
Il gioco inizia con Nathan "Nate" Drake che, nel bel mezzo di una tempesta, sta guidando una barca inseguito da mercenari che tentano di uccidere lui e Samuel "Sam" Drake, fratello di Nate, che si trova sulla barca insieme a lui. Il duo sta cercando di raggiungere un'isola ma all'improvviso una nave in fiamme dei mercenari colpisce la barca e Nate e Sam finiscono per essere travolti in mare.
Un flashback ci porta indietro di anni, i cui eventi avvengono otto anni prima della scoperta di El Dorado, che raffigura un Nate più giovane rinchiuso in una prigione di Panama assieme a Sam e il loro socio Rafe Adler. I tre sono sulle tracce di Henry Avery, il pirata che fece il più grande colpo della storia rubando carichi di oro e gioielli del valore di 400 milioni di dollari. Dopo aver ottenuto indizi e aver ucciso la guardia che avevano corrotto per aiutarli (anche se non era secondo i piani, poiché fu un'azione imprevedibile di Rafe), il trio cercò di evadere dalla prigione ma durante la fuga Sam fu colpito da una raffica di spari e Nate, credendolo morto, scappò con Rafe.
Tornando al presente, sono passati tre anni dalla scoperta di Iram dei Pilastri e Nate si è lasciato alle spalle il mondo dei cacciatori di tesori, condivide la vita matrimoniale con Elena Fisher e lavora come recuperatore di rifiuti urbani sommersi, trascorrendo così uno stile di vita più sedentario. Eppure le circostanze vogliono che egli ritorni nel giro a causa dell'improvvisa ricomparsa del fratello Sam. Rivelatosi al fratello vivo, Sam racconta che era stato salvato e rinchiuso nella stessa prigione per i precedenti tredici anni. Negli ultimi tempi era finito in cella con il boss della droga Hector Alcazar. Gli scagnozzi del boss hanno fatto evadere entrambi, ma Alcazar, per averlo aiutato, gli chiede in cambio una parte del tesoro di cui Sam gli parlava sempre, dandogli tre mesi per trovarlo, altrimenti lo ucciderà.
Sam necessita quindi dell'aiuto di Nathan per impossessarsene, e il fratello è costretto ad accettare per salvargli la vita nonostante avesse promesso a Elena di farla finita con le avventure. Dopo aver mentito alla moglie adducendo un lavoro in Malaysia, nuovamente insieme con Victor Sullivan, partono per la costiera amalfitana in Italia, dove partecipano a un'asta del mercato nero, occasione per rubare l'autentica croce di San Disma appartenuta ad Avery, contenente dei possibili indizi sull'ubicazione del tesoro. Anche lo stesso Rafe, che non ha mai smesso di cercare il tesoro, partecipa all'asta per lo stesso oggetto, in società con Nadine Ross, mercenaria a capo della Shoreline. Nate, Sam e Sully riescono a scappare portandosi dietro il manufatto rubato. Una mappa all'interno della croce li porta ad andare in Scozia, dove si trova la tomba del pirata.
Arrivati, riescono a trovare l'indizio successivo che li spinge a dirigersi a King's Bay, in Madagascar, in procinto di scoprire dove si trovi Libertalia, una leggendaria colonia pirata fondata da tutti i maggiori capitani per riunire tutti i bottini e convivere utopicamente in pace.
Dopo aver scoperto l'ubicazione esatta dell'isola attraverso una serie di prove nascoste in alcune torri sulla costa del paese, Nate viene scoperto da Elena. Nonostante la vicenda di Sam che le viene rivelata, la ragazza è delusa dal fatto che il marito non abbia avuto il coraggio di affrontarla dicendole la verità e che le abbia mentito. Quando gli volta le spalle per andarsene, Nate non la rincorre suscitando anche la delusione di Sully, che decide di abbandonarlo per raggiungere Elena.
Così rimangono Nate e Sam, che, dopo aver evitato un inseguimento via mare della Shoreline ed essere sopravvissuti al naufragio, raggiungono l'isola e scoprono Libertalia: si presenta come una vera e propria città con quartieri commerciali e di lusso ormai decadenti. I fratelli arrivano, infine, a quella che doveva essere la banca della città e vi trovano cadaveri e barricate, segno che ci fu una guerra civile tra coloni e Fondatori. Una volta entrati nel palazzo, trovano solo casseforti vuote e i quadri dei Fondatori con la scritta LADRO: i pirati avevano deciso di tenere per loro la maggior parte delle ricchezze, imponendo tasse altissime ai cittadini, cosa che portò a una rivolta contro i loro signori, i quali scapparono in un'altra zona dell'isola: New Devon.
Lungo la strada per New Devon, i fratelli Drake incontrano Rafe, che rivela che è stato lui stesso ad aver fatto uscire Sam di prigione due anni prima, per farsi aiutare nelle ricerche della tomba di Avery (essendo Alcazar morto sei mesi prima), ma Sam lo aveva tradito, fuggendo con gli indizi. Deciso a riprendere Sam dalla sua parte, Rafe spara verso Nate, ma il fratello gli fa da scudo e viene colpito al braccio, e il rinculo fa accidentalmente cadere Nate in un dirupo. Durante la caduta, Nathan sbatte la testa, cade in acqua e perde i sensi.
Risvegliatosi tra le braccia di Elena, tornata per salvarlo (sebbene abbastanza recalcitrante all’idea), Nate le racconta il suo passato: dopo la morte della madre, Nathan era finito in custodia in un orfanotrofio, le cui uniche consolazioni erano le visite segrete del fratello maggiore Sam, oramai maggiorenne e libero dai vincoli. Una notte, Sam visitò il fratello minore, dicendogli di avere in serbo per lui una sorpresa: il giovane aveva scoperto l'ubicazione degli oggetti appartenuti alla madre. Decisi a scoprire il loro passato insieme, i ragazzi trovarono il quaderno della madre all'interno di una vecchia villa, ma furono scoperti dalla proprietaria, un'anziana signora, che scoprendo la loro identità, rivelò ai ragazzi il passato di cercatrice di tesori della madre, in particolare la sua intenzione di trovare il tesoro di Avery. Tuttavia, la donna morì per un attacco al cuore, costringendo i ragazzi a fuggire poiché la donna aveva chiamato la polizia. Dopo questo fatto, i ragazzi sono ricercati e Sam propone a Nate di continuare le ricerche della madre cambiando il cognome da Morgan a Drake, usando la teoria della madre secondo la quale Sir Francis Drake avesse avuto degli eredi.
Nate ed Elena decidono di seguire le tracce della Shoreline per salvare Sam e andarsene dall'isola. Arrivano a New Devon, alla villa del braccio destro di Avery, Thomas Tew, dove scoprono che insieme ad Avery, durante un brindisi, avvelenarono tutti gli altri dieci pirati Fondatori di Libertalia, tenendosi il tesoro per sé stessi. Passando nella villa dello stesso Avery, la coppia scopre che il tesoro fu trasportato dalla casa del pirata sulla sua nave, attraverso i sotterranei della villa, pieni di esplosivi per eludere eventuali inseguitori.
Una volta trovato Sam, egli si rifiuta di seguire Nate, Elena e Sully verso l'aereo perché deciso a continuare la ricerca del tesoro, che ha scoperto trovarsi sul galeone di Avery del quale conosce perfettamente la posizione. Così Nate è costretto a inseguirlo nuovamente per salvarlo. Nei pressi della nave, Nadine affronta Rafe che insiste a prendere il tesoro, nonostante sappia che la nave sia piena di esplosivi piazzati da Avery, rivelatosi paranoico e sociopatico nei suoi ultimi anni.
Nate arriva nella stanza del tesoro ormai in fiamme, e trova gli scheletri di Avery e Tew, che si erano uccisi a vicenda. Nadine tradisce Rafe, lasciando lui, Sam e Nate a morire. Dopo un rocambolesco scontro di spade, dove Rafe rivela che è stato sempre geloso di tutte le scoperte passate di Nate e che questa avrebbe dovuto essere la sua, muore schiacciato da una rete penzolante piena di tesori. I fratelli riescono a fuggire entrambi dal galeone in fiamme, ricongiungendosi con Sully ed Elena. Sam rivela a Nate che in realtà non è ancora soddisfatto e il fratello capisce ciò che prova: è lo stesso sentimento che lo aveva spinto a partire sempre per nuove avventure e lo aveva costretto a un'inconscia infelicità nella vita normale con Elena.
Tuttavia, ha ormai capito quali cose siano importanti da mantenere e quali da lasciar andare; Sam si augura lo stesso, ma intanto decide di mettersi in società con Sully, il quale può affidargli qualche lavoro adrenalinico. Tornato a casa, Nate scopre che Jameson, il suo capo, ha venduto l'azienda e che il proprietario è lo stesso Nate: Elena, infatti, con il ricavato ottenuto da alcune monete che Sam aveva rubato dal galeone di Avery, ha comprato l'azienda con lo scopo di trasformare l'attività in una più avventurosa, sempre alla ricerca di relitti, ma stavolta nella totale legalità e insieme a una troupe televisiva per poter riaprire il suo vecchio show che aveva abbandonato dopo la scoperta di El Dorado per dedicarsi al lavoro di giornalista.
Molti anni dopo, Cassie Drake, la figlia di Nate ed Elena, ormai adolescente, trova per caso la chiave dell'armadio segreto dei genitori, dove sono contenuti cimeli e appunti di tutte le loro passate cacce al tesoro "illegali"; dopo essere stati scoperti, Nate ed Elena decidono sia giunto il momento di raccontarle tutte le loro avventure. Il gioco si conclude con Elena che guarda la foto di lei, Nate e Sully tratta dal finale del primo capitolo, dove i tre sorridono soddisfatti con un fucile in mano e un tesoro alle spalle.

## Personaggi
- Nathan "Nate" Drake: già protagonista dei capitoli precedenti. Ora trentottenne, è sposato con Elena e oramai si è lasciato alle spalle il mondo in cui viveva. Dovrà tornare però nuovamente in azione per salvare suo fratello Sam. La voce italiana è di Matteo Zanotti.
- Samuel "Sam" Drake: è il fratello maggiore di Nathan, che andava a fare spesso visita al fratello quando questi si trovava in orfanotrofio. Ora in pericolo di vita, dovrà salvarsi cercando il tesoro di Henry Avery e nell'avventura verrà aiutato da suo fratello. La voce italiana è di Lorenzo Scattorin.
- Victor "Sully" Sullivan: vecchio amico di Nate e suo mentore, aiuterà i fratelli Drake nell'avventura, intrufolandosi a Villa Rossi e permettendo ai due di entrare. La voce italiana è di Giovanni Battezzato.
- Elena Fisher: moglie di Nathan e giornalista, inizialmente viene delusa dal marito, che tradisce la sua fiducia mentendole con la storia di un lavoro in Malesia. Tramite il lavoro di Nathan e dopo aver comprato la Jameson Marine, riaprirà il suo vecchio show, incominciato durante gli eventi della ricerca di El Dorado. La voce italiana è di Loretta Di Pisa.
- Vargas: antagonista minore del gioco, è un ufficiale della prigione di Panama e associato di Nate. Viene ucciso da Rafe Adler. La voce italiana è di Mario Scarabelli.
- Rafe Adler: antagonista principale del gioco, spietato e senza scrupoli. Vecchio amico di Nate e Sam, ora vuole tenere il tesoro di Avery tutto per sé. Si avvale della Shoreline di Nadine per la ricerca. Muore nell'ultimo scontro contro Nate, schiacciato da una rete piena d'oro. La voce italiana è di Francesco Mei.
- Nadine Ross: antagonista secondaria del gioco, aiutante di Rafe e capo della Shoreline, una compagnia militare privata. Capendo che faceva un grosso errore nell'aiutare Adler, lo abbandona nel relitto del galeone di Avery. Inoltre, è una vecchia conoscenza di Sullivan. Ricompare come alleata in Uncharted: L'eredità perduta. La voce italiana è di Gea Riva.
- Hector Alcazar: boss della droga che aiuterà Sam a fuggire di prigione. Si scoprirà che Alcazar non è altro che una scusa inventata dallo stesso Sam per ritrovare il tesoro insieme con il fratello (in quanto il vero Hector Alcazar è morto in una sparatoria in Argentina sei mesi prima degli eventi del gioco). La voce italiana è di Mario Zucca.
- Cassie Drake: è la figlia adolescente di Nathan ed Elena, che solo molti anni dopo scoprirà le avventure vissute dei genitori. La voce italiana è di Deborah Morese.

## Sviluppo
A giugno 2014 il vice presidente di Naughty Dog Evan Wells ha rivelato che i registi di The Last of Us, Neil Druckmann e Bruce Straley, sono alla guida del progetto dopo l'abbandono di Amy Hennig. Jonathan Cooper, direttore dell'animazione, ha svelato di essere al lavoro sul gioco.
Troy Baker, tramite un tweet, ha rivelato che avrebbe vestito i panni del fratello maggiore del protagonista.
Nel 2015 la Naughty Dog ha svelato che il gioco girerà a 1080p e 30 fps (per il single player, 60 fps per il multiplayer), preferendo puntare tutto sulla giocabilità piuttosto che sulla potenza grafica.

## Promozione
Presentato alla stampa a un evento di Spike TV il 14 novembre 2013. Il primo trailer fu presentato durante l'E3 di Los Angeles il 9 giugno 2014, dove fu annunciata la sua pubblicazione entro il 2015.
Il 6 dicembre 2014, durante l'evento PlayStation Experience è stato mostrato il video gameplay del gioco. Durante l'E3 2015 (16-18 giugno) è stato presentato un gameplay di 7,23 minuti di gioco in cui venivano mostrate alcune novità oltre alla grande qualità grafica.
Il 1º settembre 2015 Sony ha annunciato che il gioco uscirà il 18 marzo 2016, ma la data di uscita è stata posticipata al 27 aprile 2016. Il 2 marzo 2016 è stato nuovamente posticipato per dedicare più tempo alla produzione, fissando l'uscita al 10 maggio 2016.
Durante la Playstation Experience di dicembre 2016 è stato annunciato e mostrato il DLC Uncharted: The Lost Legacy, reso in italiano come Uncharted: L'eredità perduta, che vede come protagoniste Chloe Frazer e Nadine Ross in una trama completamente slegata dai capitoli precedenti. La data d'uscita del DLC è prevista per il 22 agosto 2017 in Nord America e il giorno seguente in Europa.

## Edizioni limitate

### Special Edition
- Steelbook da collezione
- Artbook di 48 pagine con copertina rigida
- Naughty Dog & Pirate Sigil Stickers
- Punti Naughty Dog da utilizzare per sbloccare nuovi contenuti multiplayer e upgrade dei personaggi

### Libertalia Collector's Edition
- Statuetta di Nathan alta 12 pollici
- Tre personalizzazioni per il multiplayer: Uncharted: La fortuna di Drake, Heist Drake e Desert Drake
- Tre skin per le armi: Golden Weapon Skin, Snow Weapon Skin e Desert Weapon Skin
- I cappelli: Henry Avery, Thomas Tew e Adam Baldridrige Sigil Ball
- Costume Madagascar Sidekick
- Il Phurba Dagger Taunt
- Tema dinamico

## Accoglienza
Il gioco è stato subito accolto con un grande entusiasmo, tanto che vi è stato il furto di alcune copie del gioco da un camion. Il titolo ha ricevuto recensioni entusiasmanti, e lo stesso Phil Spencer, presidente della divisione Xbox di Microsoft ha fatto i complimenti per il gioco.
- Spaziogames: 9/10. È stata lodata la narrativa, incalzante e coinvolgente e curata al minimo dettaglio, il comparto grafico superbo, l'ispirata ambientazione, il carisma dei personaggi, il gameplay ora più vario e affinato. Criticata la scarsezza di mappe nel multiplayer online e l'IA a volte ballerina.[23]
- Everyeye: 9,5/10: "Un titolo in grado di galvanizzare il giocatore e lasciare un segno sul mercato".[24]
- Metacritic: 93/100[25]
- Gamesurf: 9,5/10[26]
- Multiplayer.it: 9,7/10[27]
- CoPlanet.it: 10/10: "Quel che si è raggiunto con Uncharted 4 è un picco elevatissimo della storia videoludica. Il tono malinconico e il tema del viaggio a più riprese ispirato dai vari Defoe, Swift, Johnson, creano un'alchimia tra giocatore e personaggio che va oltre quel che un semplice videogioco può normalmente offrire".[28]
- GameSpot: 10/10[29]
- Giant Bomb: 5/5[30]
- IGN: 9/10[31]
- Polygon: 9/10[32]

### Riconoscimenti
Uncharted 4: Fine di un ladro è stato non solo il videogioco per PlayStation 4 con il punteggio più alto su Metacritic nel 2016, ma anche il più premiato nella categoria Game of the Year sempre nello stesso anno.
Annie Award
- 2017 - Miglior animazione dei personaggi in un video game

British Academy Games Awards
- 2017 - Gioco dell'anno

Game Critics Awards
- 2015 - Best Console Game
- 2015 - Best Action/Adventure Game
- 2015 - Special Commendation for Graphics

The Game Awards
- 2016 - Miglior Narrativa
- 2016 - Miglior Performance a Nolan North (Nathan Drake)

Metacritic
- 2016 - Game of the Year

Golden Joystick Awards
- 2016 - PlayStation Game of the Year

PlayStation Blog Awards
- 2016 - Best PS4 Game
- 2016 - Best Visuals
- 2016 - Best Story
- 2016 - Best Performance (Nolan North)
- 2016 - Best Soundtrack

TIGA Awards 2016
- 2016 - Action and Adventure Game

Good Game Awards
- 2016 - Game of the Year

The Guardian's 10 best video games of 2016
- 2016 - Best Video Game

Empire's best games of 2016
- 2016 - Best Game

The Sixth Axis' Game of the Year Awards
- 2016 - Best Action Adventure
- 2016 - Best Visual Design
- 2016 - Best Character (Nadine Ross)

20th Annual D.I.C.E. Awards
- 2016 - Adventure Game of the Year
- 2016 - Outstanding Achievement in Story
- 2016 - Outstanding Technical Achievement
- 2016 - Outstanding Achievement in Animation

SXSW Gaming Awards
- 2017 - Video Game of the Year
- 2017 - Excellence in Narrative
- 2017 - Most Memorable Character (Nathan Drake)
- 2017 - Excellence in Animation
- 2017 - Excellence in Visual Achievement

GameSpot's People's Choice Game of the Year
- 2017 - Game of the Year

IGN's Best of 2016 — People's Choice
- 2017 - Game of the Year
- 2017 - PlayStation 4 Game of the Year
- 2017 - Best Action-Adventure Game
- 2017 - Best Visuals
- 2017 - Best Story

67th Writers Guild of America Award
- 2017 - Outstanding Achievement in Videogame Writing

Empire Awards 2017
- 2017 - Best Video Game

Game Informer's Best of 2016 Awards
- 2017 - Best Action Game

Drago d'Oro
- 2017 - Miglior Grafica
- 2017 - Miglior Videogioco di Azione/Avventura
- 2017 - Premio Speciale del Pubblico

Everyeye.it
- 2017 - Gioco Dell'Anno

Multiplayer.it
- 2017 - Game of the Year
- 2017 - PS4 Game of the Year

## DLC
Il 3 dicembre 2016, durante l'edizione annuale della PlayStation Experience, è stato annunciato un DLC a pagamento per la campagna single-player di Uncharted 4, intitolato Uncharted: L'eredità perduta; è stato rivelato che l'espansione vede come protagoniste Chloe Frazer e Nadine Ross.
All'Electronic Entertainment Expo 2017 è stato annunciato che il DLC sarebbe stato pubblicato sotto forma di videogioco a sé stante, da considerarsi quindi come uno spin-off della serie Uncharted. Il gioco è stato commercializzato a partire dal 22 agosto 2017 in Nord America, mentre in Europa è uscito il giorno seguente.